# Liangfen
El liangfen o liang fen és un plat xinès consistent en melmelada de midó que sol servir-se fred, amb una salsa salada, sovint a l'estiu. És més popular al nord de la Xina, incloent Pequín, Gansu, i Shaanxi, però també pot trobar-se a Sichuan i Qinghai. El liangfen és generalment de color blanquinós, trasl·lúcid i espès. Sol fer-se de midó de mongeta xinesa, però també pot emprar midó de pèsol o creïlla. En l'oest de la Xina, també s'usaven abans les llavors gelées del llantén. El midó es bull en aigua i les làmines resultants es tallen llavors en tires gruixudes.